# 二苯醚
二苯醚（Diphenyl ether）是一种有机化合物，化学式C12H10O。二苯醚活化的苯环能发生各种芳香化合物的典型反应如羟基化，硝化，卤化，磺化，傅-克烷基化或酰化。二苯醚应用于很多领域，如热传递介质，香味添加剂，聚酯加工助剂，阻燃剂的生产等。

## 合成
二苯醚及其性质的报道最早见于1901年， 
通过威廉姆逊合成反应，苯酚和溴苯在碱和催化量的铜的存在下反应生成二苯醚：
PhONa  +  PhBr  →  PhOPh  +  NaBr
氯苯水解法制苯酚中副产物二苯醚就是经此反应生成的。

## 应用
二苯醚主要用于与联苯混合形成低共熔物，由于混合物处于液态的温度区间非常大，故适宜用作热传递介质。
二苯醚是通过Ferrario反应生产吩噁噻的起始原料，后者用于聚酰胺和聚酰亚胺的生产。
由于其类似天竺葵的香味和其稳定性与廉价，二苯醚广泛用于肥皂的香味添加剂。二苯醚也作为生产聚酯的加工助剂。
多溴代二苯醚（PBDE）用于阻燃剂，五溴代与八溴代二苯醚由于健康与环境方面的风险，于2003年被欧盟禁止使用，现只有十溴二苯醚仍广泛使用，涂料和纤维增强塑料的制造中十溴二苯醚以阻燃剂102为商品名出售。